# W61K
W61K（ダブリュ 61ケイ）は、京セラが日本国内向けに開発した、auブランドを展開するKDDIおよび沖縄セルラー電話の携帯電話である。

## 特徴
スリム感はないがベストセラーモデルとなった端末「W44K/K II」を元に再設計し、コンパクトサイズで日常での使いやすさを重視したベーシックな女性ユーザー向きの端末。ただし、バーニッシュブラックに限り一部の男性ユーザーも視野に入れている。
今日の携帯電話のさらなる高機能・高性能化などによるハイエンド路線に逆行し、あえて通話とカメラ機能、メール、「LISMOビデオクリップ」を含むEZ「着うたフル」、「EZ FeliCa」等の機能に集約し、既存の1xEV-DO Rev.0対応としては先述した音楽再生機能とEZ FeliCaの対応を除けば必要にして十分な機能に集約した1X WIN（後のau 3G）対応機種であるため、ある意味で折りたたみ式端末の原点に立ち返ったという意味合いもある。同社のau向けのFeliCaポート機能付端末としてはMEDIA SKIN（W52K）以来、およそ1年ぶりの採用となる。
そのためかauの2008年春モデルの中で唯一「フレンドリーデザイン」が採用されており、デザイン自体のコンセプトイメージとしてはかつての同社の端末「W31K/K II」や「W42K」を意識している。ただし、カジュアルで親しみやすいデザインを重視した上記の2機種に対し、W61Kでは一転して上質感を演出したデザインとなっている。なお、デザインの一部が同社のウィルコム向けPHS端末「WX330K」に類似している。実際に着信しているように見せるための動作モードである「フェイク着信機能」を2008年の春モデルW61SHに続いて採用している。なお、W61SHとは異なり、音声ガイダンス（質問文）にも対応し、使い方次第では夜道などであたかも誰かと会話をしているように装うことも可能である。
メイン画面とサブ画面の各サイズは「W53K」や「W64K」と共通であり、「W53K」や「W64K」同様、同キャリア向けの「簡単ケータイ」シリーズでおなじみのワンタッチダイヤルを利用する事が可能で、さらに今日の携帯電話では非常に珍しく付属の充電用台（卓上ホルダ）に装着し、充電している途中、手に持った状態であっても自然に通話したり、自然にメール作成をする事が可能である。

## 沿革
- 2008年（平成20年）1月28日 KDDI、および京セラより公式発表。
- 2008年2月7日 北陸地区にて発売。
- 2008年2月9日 北海道・東北・中部・関西・中国・四国・九州・沖縄地区にて発売。
- 2008年2月13日 関東地区にて発売。
- 2008年5月　法人アプリプリセットモデルを除き全て販売終了。
- 2008年12月 法人アプリプリセットモデル販売終了。
- 2012年（平成24年）7月22日  L800MHz（旧800MHz帯・CDMA Bandclass 3）帯エリアによる音声・通信サービスの停波によりそれ以降はN800MHz（新800MHz帯・CDMA Bandclass 0 Subclass 2）帯エリアおよび2GHz（CDMA Bandclass 6）帯エリアの各音声・通信サービスで利用する事となる。

## 対応サービス
- au Smart Sports（2008年2月28日よりアプリのダウンロードにて対応）
- au LISTEN MOBILE SERVICE（ビデオクリップ対応）
- EZナビウォーク（声de入力・3D対応）
- EZ助手席ナビ
- 安心ナビ
- 災害時ナビ
- 緊急通報位置通知
- EZ FeliCa
- モバイルSuicaアプリ（ダウンロードにて対応）
- EZチャンネルプラス
- EZケータイアレンジ
- PCサイトビューアー
- EZアプリ (BREW)（オープンアプリプレイヤー対応）
- デコレーションメール
- 絵しゃべりメール
- ラッピングメール
- Touch Message
- 赤外線通信

ほか